# Dutch Open 1989
Il Dutch Open 1989 è stato un torneo di tennis giocato sulla terra rossa. È stata la 32ª edizione del torneo, che fa parte del Nabisco Grand Prix 1989. Il torneo si è giocato a Hilversum nei Paesi Bassi dal 24 al 30 luglio 1989.

## Campioni

### Singolare maschile
Karel Nováček ha battuto in finale  Emilio Sánchez con il punteggio di 6–2, 6–4

### Doppio maschile
Tomás Carbonell /  Diego Pérez vs.  Paul Haarhuis /  Mark Koevermans, finale cancellata per pioggia.